# Khướu mỏ dẹt họng xám
Khướu mỏ dẹt họng xám hoặc khướu mỏ dẹt Vân Nam (danh pháp khoa học: Sinosuthora alphonsiana) là một loài chim trong họ Paradoxornithidae hoặc phân họ Paradoxornithinae trong họ Sylviidae.
Tên gọi khướu mỏ dẹt Vân Nam sẽ tranh chấp với loài có danh pháp Sinosuthora ricketti (hiện đang xem xét tách ra từ Sinosuthora brunnea), vì thế tại đây dùng tên gọi khướu mỏ dẹt họng xám làm tên gọi chính.
Loài này có phân bố tại trung nam Trung Quốc và miền bắc Việt Nam. Nó cũng có thể đã tự nhiên hóa trong một khu vực ở Italia.

## Phân loài
- S. a. alphonsiana (Verreaux, J, 1871): Trung Tứ Xuyên.
- S. a. ganluoensis (Li, G & Zhang, Q, 1980): Huyện Cam Lạc, Tứ Xuyên.
- S. a. stresemanni (Yen, 1934): Trung nam Trung Quốc.
- S. a. yunnanensis (La Touche, 1921): Nam Trung Quốc và bắc Việt Nam.